# Rheinfelder Brücke
Le Rheinfelder Brücke (en français pont de Rheinfelden) est un pont qui traverse le Rhin entre les villes de Rheinfelden en Allemagne et de Rheinfelden en Suisse.